# Reza Pahlavi (född 1960)

Kronprins Reza Pahlavi II:s standar.

Reza Pahlavi (persiska: رضا پهلوی), född 31 oktober 1960 i Teheran i Iran, är iransk stridspilot, statsvetare, f.d. kronprins och sedan 1979 tronpretendent av Iran. Han medverkar aktivt i landets demokratirörelse, kritisk till den islamiska republiken och arbetar för medborgerliga rättigheter och friheter i Iran.

## Biografi
Reza Pahlavi är äldste son till den störtade shahen Mohammad Reza Pahlavi och dennes hustru Farah Pahlavi, och sonson till Pahlavidynastins grundare Reza Pahlavi. Hans fullständiga namn är Reza Cyrus Pahlavi.
Sedan 1979 har Reza Pahlavi levt i exil runt om i världen och sedan 1984 bor han i USA. Han är gift med Yasmine Pahlavi och paret har tre döttrar: Noor, Iman och Farah. 
År 2004 blev han inofficiell gudfader till prinsessan Louise av Belgien, dotter till prinsessan Claire och prins Laurent av Belgien.
Han är utbildad stridspilot och har en kandidatexamen i statsvetenskap vid University of Southern California. Han gjorde sin första soloflygning vid elva års ålder och han fick sin flygcertifikat ett år senare. I augusti 1978 flyttade han till USA för att gå pilotutbildning vid Reese Air Force Base i Lubbock County i Texas. På grund av den iranska revolutionen tvingades han att avbryta sin utbildning och lämnade basen i mars 1979, fyra månader tidigare än planerat. 
Pahlavi utbildades i Irans historia, kultur och politik och islamisk filosofi under ledning av privata lärare. Förutom sitt modersmål persiska talar han flytande engelska och franska.

### Politiska aktiviteter och stöd bland iranier
Pahlavi har sedan iranska revolutionen 1979 varit en aktiv förkämpe för demokrati och medborgerliga rättigheter och friheter i Iran. Han har stort politiskt stöd bland iranier både i Iran och utomlands, vilket framgår av två oberoende opinionsundersökningar som offentliggjordes i februari och mars 2023. 
Enligt undersökningen "Iranians' Attitudes Toward the 2022 Nationwide Protests" utförd  av nederländska ”Group for Analyzing and Measuring Attitudes in Iran” var Reza Pahlavi överlägset oppositionell politisk toppkandidat bland iranier i Iran (32,8 %) och utomlands (40,7 %).
I mars 2023 offentliggjorde det amerikanska forskningscentret och tankesmedjan Empirical Research and Forecasting Institute resultaten från sin första undersökning Civil Disobedience in Iran III om de rikstäckande protesterna i Iran 2022, som visade att 60,4 procent av iranierna "stöder en återgång till en konstitutionell monarki" i Iran och att 79,9 procent föredrar Reza Pahlavi "framför andra nuvarande politiska ledare", och skriver att iranier i det ändamålet "längtar spänt efter regimförändring"

## Utmärkelser
- Riddare av Serafimerorden, 24 november 1970.[8]